# Historia wolnego oprogramowania
Wolne oprogramowanie (ang. free software) to oprogramowanie, które zezwala wszystkim jego użytkownikom na uruchamianie go, studiowanie i zmianę kodu źródłowego, kopiowanie oraz dystrybucję zmodyfikowanych wersji bez żadnych restrykcji lub z restrykcjami mającymi zapewnić wszystkim jego użytkownikom takie same prawa. Niniejszy artykuł opisuje historię wolnego programowania począwszy od lat 80. XX wieku aż do początków wieku XXI.

## Przed rokiem 1983
Społeczności porównywalne z dzisiejszą społecznością Wolnego Oprogramowania istniały na długo przed istnieniem samego ruchu wolnego oprogramowania i terminu wolne oprogramowanie. Według Richarda Stallmana, środowisko dzielące się oprogramowaniem w Massachusetts Institute of Technology (MIT) istniało wiele lat przed tym, zanim on dołączył do niego w roku 1971:

Nie nazywaliśmy naszego oprogramowania „wolnym oprogramowaniem”, bo taki termin wówczas nie istniał. Ale właśnie takie ono było. Kiedy pracownicy innego uniwersytetu albo firmy chcieli przenieść jakiś program na swój system i korzystać z niego, to z chęcią się zgadzaliśmy. Kiedy widziało się kogoś korzystającego z nieznanego, interesującego programu, to zawsze można było poprosić o jego kod źródłowy — żeby go przeczytać, zmienić lub użyć jego fragmentów do stworzenia nowego programu.

Systemy operacyjne, takie jak wczesne wersje Uniksa, były szeroko rozprowadzane i opracowywane przez środowiska ich użytkowników. Kod źródłowy, możliwa do odczytania przez człowieka wersja oprogramowania, był dołączany do niego z powodu częstych modyfikacji programów przez użytkowników chcących poprawić błędy lub dodać nowe funkcje. W tym okresie większość oprogramowania była wolnym oprogramowaniem nie ze względu na starania programistów, a ze względu na rozpowszechnianie go przez społeczność użytkowników i zasady panujące w tych grupach.
W późnych latach 70. i wczesnych latach 80. XX wieku ze względu na rosnące skomplikowanie oprogramowania na rynku zaczęły pojawiać się programy objęte prawem autorskim, co nie pozwalało użytkownikom na jego modyfikacje, redystrybucje i kopiowanie zgodnie z prawem. Zaczęto też udostępniać tylko binarne wersje oprogramowania, by uniemożliwić użytkownikom jego modyfikacje i obejrzenie kodu źródłowego:

Na przykład, czuliśmy się usprawiedliwieni instalując na naszym komputerze Uniksa w latach 80., ponieważ wykorzystywaliśmy go do pisania jego wolnego zastępnika.

Ubyło talentów programistycznych, a członkowie rady wydziału naciskali na zakup Twenexu, komercyjnego systemu operacyjnego stworzonego przez Digital.

W roku 1976 zmianę czasów zasygnalizował Bill Gates w swoim liście otwartym do hobbystów - hakerów z Domowego Klubu Komputerowego, pisząc, że to, co nazywają dzieleniem się, jest w jego przekonaniu kradzieżą: 

Kto może pozwolić sobie na wykonanie profesjonalnej pracy za darmo? Jaki hobbysta może poświęcić trzy lata robocze na programowanie, odnajdowanie wszystkich błędów, pisanie dokumentacji i rozpowszechnianie swojego produktu za darmo? Prawda jest taka, że nikt poza nami nie zainwestował tyle pieniędzy w oprogramowanie hobbystyczne. Napisaliśmy BASIC 6800, piszemy APL 8080 i APL 6800, ale nic nie zachęca nas do tego, by udostępnić je dla hobbystów. Szczerze mówiąc, to, co robicie, to kradzież.

Niektóre przykłady wolnego oprogramowania opracowane przed rokiem 1983, a będące w użytku także wiele lat później, to np. system profesjonalnego składu drukarskiego TeX czy program do analizy układów elektronicznych SPICE.

## Początki Projektu GNU i Free Software Foundation (1983 – 1990)

Logo GNU

Historia wolnego oprogramowania rozpoczyna się 27 września 1983, kiedy to Richard Stallman ogłosił rozpoczęcie prac nad systemem GNU na listach dyskusyjnych net.unix-wizards i net.usoft:

Zaczynając w tegoroczne Święto Dziękczynienia zamierzam rozpocząć pisanie pełnego, zgodnego z Uniksem systemu operacyjnego GNU (od GNU's Not Unix), by udostępnić go każdemu, kto mógłby go użyć, za darmo. Pilnie potrzebne jest wsparcie w postaci poświęconego czasu, pieniędzy, oprogramowania i sprzętu.

Pisanie oprogramowania GNU Stallman zaczął jednak dopiero 5 stycznia 1984 po tym, jak opuścił Massachusetts Institute of Technology. Miało to uniemożliwić uczelni wtrącanie się w udostępnianie GNU na zasadach wolnego oprogramowania oraz roszczenie sobie do niego praw autorskich:

W styczniu 1984 porzuciłem pracę w MIT i rozpocząłem pisanie oprogramowania GNU. Opuszczenie MIT było konieczne, żeby MIT nie mógł ingerować w rozprowadzanie GNU jako wolnego oprogramowania. Gdybym pozostał pracownikiem MIT, uczelnia mogłaby zgłosić roszczenia do mojej pracy, mogłaby narzucić własne reguły dystrybucji, a nawet zamienić projekt w oprogramowanie prawnie zastrzeżone. Nie miałem ochoty wykonać tak ogromnej pracy, a następnie zobaczyć jak staje się ona bezużyteczna dla zamierzonego celu: stworzenia nowej społeczności dzielącej się oprogramowaniem.

W roku 1984 Stallman rozpoczął także prace nad GNU Emacsem, nową wersją swojego edytora Emacs, który stał się potem pierwszym programem Projektu GNU. Pierwsza publicznie ogłoszona wersja GNU Emacs (wersja 13) ukazała się 20 marca 1985, ale pierwszą szeroko rozpowszechnianą wersją była wersja 15.34.
4 października 1985 Richard Stallman założył Fundację Wolnego Oprogramowania (ang. Free Software Foundation, FSF), mającą wspierać ruch wolnego oprogramowania, a w szczególności Projekt GNU. Od momentu założenia FSF aż do połowy lat 90. XX wieku zatrudniała ona programistów mających za zadanie tworzyć oprogramowanie dla GNU. Od połowy lat 90. ze względu na pojawienie się wielu odrębnych projektów tworzących i rozwijających wolne oprogramowanie, pracownicy Fundacji zajmują się głównie kwestiami związanymi z prawami autorskimi.

## GNU/Linux (1991 –)

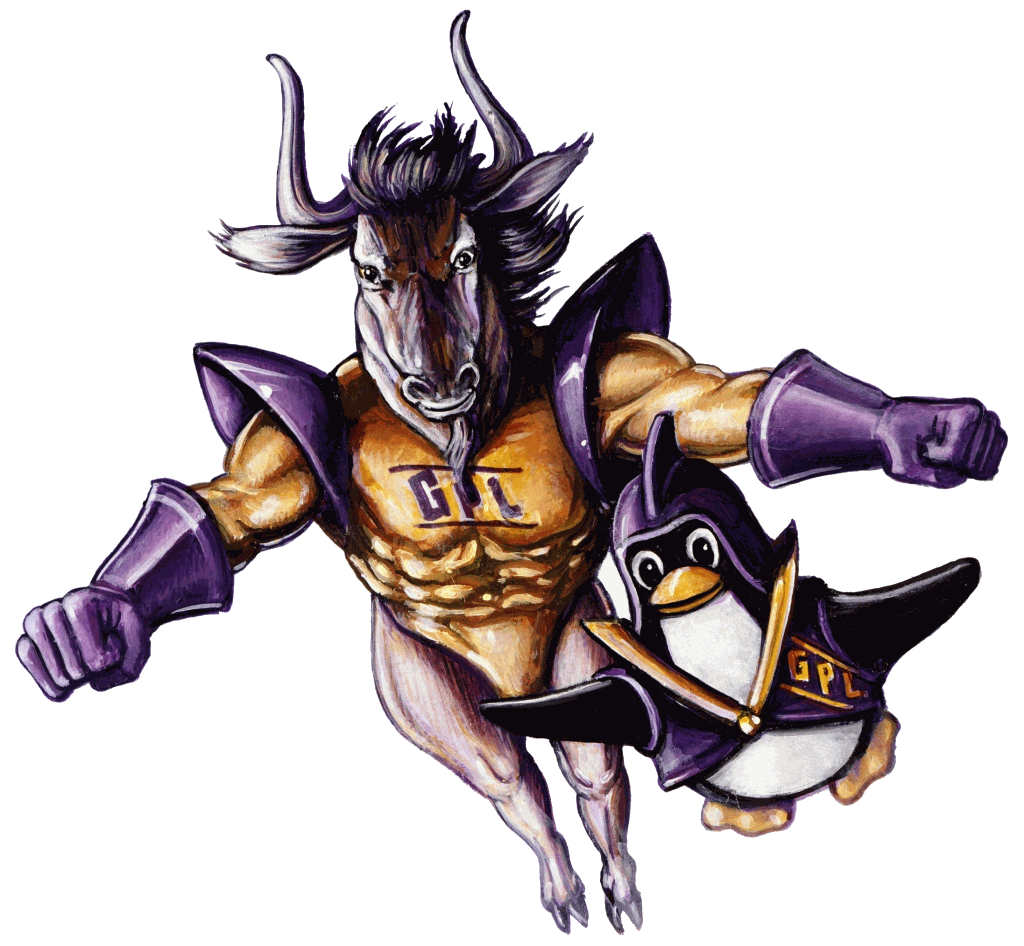
The Dynamic Duo: GNU i Tux.

W 1991 roku Linus Torvalds poinformował o hobbystycznym tworzeniu przez siebie niedużego, wolnego systemu operacyjnego, przeznaczonego dla procesorów z rodzin i386 oraz i486. Stworzył on jednak tylko jądro, które w 1992 roku stało się wolnym oprogramowaniem oraz przeportował część komponentów systemu GNU. Projekt GNU złożył do tego czasu już cały system z wyjątkiem jądra.
Połączenie Linuksa z systemem GNU pozwalało stworzyć kompletny, wolny system operacyjny – GNU/Linux. Projekt GNU próbował współpracować z osobami przystosowującymi pakiety GNU do współpracy z Linuksem, spotykając się przy tym z niechęcią drugiej strony. Zintegrowanie wprowadzonych zmian z oprogramowaniem GNU również było trudne, ponieważ często były one nieprzenośne. Przystosowanie części komponentów było finansowane przez Projekt GNU. Kolejnym etapem było stworzenie kompletnych systemów – tzw. dystrybucji Linuksa. Jednymi z pierwszych były opublikowany 16 lipca 1993 Slackware Linux, założony miesiąc później Debian i wydane w kolejny roku SuSE oraz Red Hat Linux.
Od tego czasu powstało wiele nowych wersji systemu GNU z Linuksem wykorzystywanym jako jądro, różniących się między sobą środowiskami graficznymi, systemami zarządzania pakietami, wersjami jądra itp. Obecnie do najpopularniejszych takich systemów należą m.in. Manjaro Linux, Linux Mint, Ubuntu, Debian i Elementary OS.
Z powodu nazywania systemu operacyjnego GNU używającego Linuksa jako jądra nazwą samego jądra, wśród społeczności używającej tego systemu wytworzyło się wiele kontrowersji wokół jego nazewnictwa: Fundacja Wolnego Oprogramowania, Projekt GNU i blisko z nim związane środowiska używają nazwy GNU/Linux by podkreślić swój wkład w rozwój systemu, a środowiska bliskie Otwartemu Oprogramowaniu i Open Source Initiative, a także większość zwykłych użytkowników używa popularniejszej wersji nazwy, nazywając cały system Linuksem.

## FreeBSD
FreeBSD, NetBSD i OpenBSD to wolnodostępne uniksopodobne systemy operacyjne z rodziny BSD oparte aktualnie na wersji 4.4BSD Lite2.
Najstarszy z nich, NetBSD, powstał 21 marca 1993; FreeBSD ujrzało światło dzienne 13 czerwca tego samego roku, a OpenBSD (wersja 1.2) wydany został przez Theo de Raadta 1 lipca 1996 w wyniku wykluczenia go z zespołu NetBSD w grudniu 1994.
Rozwój dwóch pierwszych systemów zahamowany został znacznie w roku 1992 przez proces sądowy pomiędzy Novellem (wówczas posiadaczem praw autorskich do Uniksa) a Uniwersytetem w Berkeley. Z tego powodu zespół uniwersytecki zmuszony został do usunięcia z 4.4BSD spornego kodu i stworzenia wersji 4.4BSD Lite, która w późniejszym czasie ewoluowała do wersji 4.4BSD Lite2, różniącej się od wersji poprzedniej 3 usuniętymi plikami i dodaniem noty o prawach autorskich Unix System Laboratories do 70 plików.
Proces ten spowodował, że następna wersja FreeBSD ogłoszona publicznie została dopiero w styczniu 1995, a kolejna wersja NetBSD (1.1) oparta na kodzie 4.4BSD Lite ukazała się 26 listopada tego samego roku. Wcześniej zespół NetBSD opuścił Theo de Raadt i zajął się pracą nad forkiem NetBSD 1.0, wydanym w lipcu 1996 jako OpenBSD. Od tego czasu kolejne wersje FreeBSD wydawane są w regularnych odstępach czasu raz do roku, OpenBSD ukazuje się co pół roku, a tylko NetBSD ukazuje się nieregularnie.
Obecnie najbardziej popularnym z systemów rodziny BSD jest FreeBSD, przed OpenBSD i NetBSD.